# Kardiometabola riskfaktorer
Kardiometabola riskfaktorer är ett samlingsbegrepp för tillstånd som ökar risken för hjärt-kärlsjukdomar
Kardiometabola riskfaktorer är förknippade med tillstånd i kroppen ( t.ex. fetma, bukfetma, blodfettsrubbningar och högt blodtryck) som ökar risken för hjärt-kärlsjukdomar, som till exempel hjärtinfarkt och stroke, och typ 2-diabetes. Både ärftlighet och livsstil har betydelse för vem som drabbas av dessa sjukdomar, och risken ökar ju äldre man blir.
Feta individer med bukfetma och/eller typ 2 diabetes kan ha ett överaktiverat endocannabinoid-system (hjärnans belöningssystem). Vid överaktivering av det endocannabinoida systemet stimuleras aptiten och det gör att man befinner sig i en ond cirkel där man äter trots att man är mätt. 